# Sunny and the Sunliners
Sunny and the Sunliners bzw. Sunny and the Sunglows waren eine US-amerikanische Tex-Mex- und Rhythm-and-Blues-Band der 1950er und frühen 1960er Jahre.
Die Band wurde 1957 von den mexikanischstämmigen Teenagern Sunny Ozuna (Gesang) und Rudy Guerra (Saxophon) als Sunny and the Sunglows in San Antonio, Texas, gegründet. Weitere Mitglieder waren Norwood Perry (E-Bass), Al Conde (Gitarre) und George Strickland (Schlagzeug). Die Musik der Sunglows orientierte sich zunächst an den R&B- und Country-Hits aus dem US-amerikanischen Radio. Ihre Single Golly Gee, die beim Label Okeh Records verlegt wurde, wurde 1962 ein regionaler Hit. 1963 produzierte Huey Meaux ihre Single Talk To Me, eine Coverversion eines Hits von Little Willie John aus dem Jahr 1958. Die Single erreichte Platz 11 der Billboard-Pop-Charts und Platz 12 der R&B-Charts und blieb der einzige größere Erfolg der Band.
Ein weiterer Karriere-Höhepunkt war 1962 ein Auftritt in Dick Clarks Fernsehshow American Bandstand. Dort waren Sunny and the Sunglows die erste Band, die ausschließlich aus Musikern mexikanischer Abstammung bestand.
Nach einigen Umbesetzungen nannte sich die Band ab 1963 Sunny and the Sunliners. Neben Ozuna spielten jetzt Alfred Luna, Tony Tostado, Gilbert Fernandez sowie Jesse, Oscar und Ray Villanueva in der Band. Auf Anregung des inzwischen größtenteils mexikanischstämmigen Publikums fanden Konzerte und Plattenaufnahmen nun mehr und mehr in spanischer Sprache statt.
Später arbeitete Sunny Ozuna, der bis heute im Musikgeschäft ist, als Solokünstler. Für das Album ¿Qué Es Música Tejana? der Gruppe The Legends, der er neben Carlos Guzman, Freddie Martínez Sr. und Augustin Ramirez angehörte, wurde Ozuna im Jahr 2000 mit dem Grammy in der Kategorie Bestes Tejano-Album ausgezeichnet.